# ریچل بلانچارد
ریچل بلانچارد یا راشل بلانشار (انگلیسی: Rachel Blanchard؛ زادهٔ ۱۹ مارس ۱۹۷۶) یک هنرپیشه اهل کانادا است. وی از سال ۱۹۸۴ میلادی تاکنون مشغول فعالیت بوده‌است.
از فیلم‌ها یا برنامه‌های تلویزیونی که وی در آن نقش داشته‌است می‌توان به سفر جاده، بدون پارو، خانه باز، ستایش، شکر و ادویه، خشم ۲ و گسترش اشاره کرد.